# Charles K. Kao
Charles Kuen Kao, född 4 november 1933 i Shanghai, död 23 september 2018 i Hongkong, var en kinesisk-brittisk-amerikansk ingenjör och forskare.
Han tilldelades halva Nobelpriset i fysik 2009 "för banbrytande insatser angående ljustransmission i fibrer för optisk kommunikation". Den andra halvan delades mellan Willard S. Boyle och George E. Smith.
Kao, som från 1948 bodde i Hongkong,  doktorerade 1965 i elektroteknik vid Imperial College London. Han var verksam som teknisk direktör vid Standard Telecommunication Laboratories i Harlow, Storbritannien, har varit rektor vid Chinese University of Hong Kong, och gick därifrån i pension 1996.
Charles K. Kao gjorde år 1966 en upptäckt som ledde till ett genombrott inom fiberoptiken. Han räknade noga ut vad som krävs för att optiska fibrer av glas ska kunna leda ljus långa sträckor. Med renare glas i fibern skulle ljussignalerna kunna färdas hundra kilometer utan att helt försvinna, jämfört med bara det tiotal meter som dåtidens fibrer förmådde transportera. Kao lyckades få andra forskare att dela hans vision av fiberoptikens framtid och fyra år senare, 1970, såg en första ultraren fiber dagens ljus.
Kao var ledamot av bland annat Academia Sinica (1992), Kinas vetenskapsakademi (utländsk ledamot, 1996), och Kungliga Ingenjörsvetenskapsakademien (utländsk ledamot).
Asteroiden 3463 Kaokuen är uppkallad efter Kao.